# Holger Osieck
Holger Osieck (Duisburgo, Alemania Occidental, 31 de agosto de 1948) es un exfutbolista y entrenador alemán.
Recientemente en el 2013 fue el director técnico de la selección australiana. Uno de sus momentos más recordados en su carrera fue cuando se consagró campeón de la Liga de Campeones de la AFC 2007 con los Urawa Red Diamonds, y fue campeón de la Copa de Oro de la Concacaf con la selección de Canadá. Además, ganó la Copa del Mundo de 1990 con su país como entrenador asistente.

## Clubes

### Como jugador
| Club                    | País                | Año         |
| ----------------------- | ------------------- | ----------- |
| Eintracht Gelsenkirchen | Alemania Occidental | 1967 − 1970 |
| SSV Hagen               | Alemania Occidental | 1970 − 1972 |
| 1. FC Mülheim           | Alemania Occidental | 1972 − 1976 |
| 1. FC Bocholt           | Alemania Occidental | 1976        |
| Vancouver Whitecaps     | Canadá              | 1977        |
| Rot-Weiß Oberhausen     | Alemania Occidental | 1978        |

### Como entrenador
| Club                                      | País                | Año         |
| ----------------------------------------- | ------------------- | ----------- |
| Selección de Canadá (adjunto)             | Canadá              | 1978 - 1979 |
| Selección de Alemania Federal (juveniles) | Alemania Occidental | 1979 - 1987 |
| Selección de Alemania Federal (adjunto)   | Alemania Occidental | 1987 - 1990 |
| FC Schalke 04 (juveniles)                 | Alemania            | 1990        |
| Olympique de Marsella (adjunto)           | Francia             | 1990 - 1991 |
| VfL Bochum                                | Alemania            | 1991 − 1992 |
| Fenerbahçe                                | Turquía             | 1993 − 1994 |
| Urawa Red Diamonds                        | Japón               | 1995 − 1996 |
| Kocaelispor                               | Turquía             | 1997 − 1998 |
| Selección de Canadá                       | Canadá              | 1998 - 2003 |
| Urawa Red Diamonds                        | Japón               | 2007 − 2008 |
| Selección de Australia                    | Australia           | 2010 - 2013 |